# زلفى السعدي
زلفى السعدي هي فنانة تشكيلية فلسطينية، ولدت في مدينة القدس بفلسطين عام 1905، وتوفيت عام 1988.

## حياتها
وُلدت زلفى السعدي في مدينة القدس بفلسطين عام 1910، واهتمت بالفن التشكيلي، وتتلمذت على يد الفنان التشكيلي المقدسي نيقولا الصايغ (1863-1942) والذي تعلمت منه كيفية استخدام الصور الفوتوغرافية التي تؤرخ الأحداث التاريخية أو الشخصيات السياسية لتطوير لوحاتها. تزوجت زلفى السعدي في عام 1938 من سيف الدين الدجاني، وظلت تعيش مع عائلتها في القدس حتى نكبة عام 1948 اضطرت للانتقال إلى مدينة دمشق في سوريا حيث عملت في تدريس الفن لأطفال اللاجئين الفلسطينيين في المدارس التابعة لوكالة غوث وتشغيل اللاجئين.

## إنتاجها الفني
اشتهرت زلفى السعدي برسم اللوحات التي تمثل شخصيات تاريخية وأدبية بارزة مثل صلاح الدين الأيوبي وجمال الدين الأفغاني، وعمر المختار والشاعر أحمد شوقي، وركزت في لوحاتها على الاستخدام المجازي الذي يؤكد على المعاني الرمزية حول الهوية الفلسطينية. وفي عام 1933، وبينما كانت في الثالة والعشرين من عمرها، شاركت زلفى السعدي في المعرض العربي القومي الأول الذي أقامه المجلس الإسلامي في مدينة القدس عام 1932 حيث عرضت لها عدة لوحات تمثل عددا من اأشخاص البارزين على مستوى العالم العربي مثل الشريف حسين، والملك فيصل الأول ملك العراق، والشاعر المصري أحمد شوقي.

## وفاتها
توفيت زلفى السعدي في سوريا عام 1988 عن عمر ناهز الثلاثة والثمانين عاماً.